# Campeonato Paulista de Futebol de 2024
O Campeonato Paulista de 2024 - Série A1 (por questões de patrocínio Paulistão Sicredi 2024), foi a 84.ª edição do campeonato organizado pela Federação Paulista de Futebol da principal divisão do futebol paulista. Foi realizado entre os dias 20 de janeiro e 7 de abril.
O campeão foi o Palmeiras, que levou a melhor nas finais contra o Santos e chegou ao tricampeonato da competição após 90 anos do tricampeonato de 1934.
O artilheiro da competição foi o atacante argentino Flaco López, com 10 gols.

## Formato e participantes

### Formato
O formato da competição é o mesmo das edições anteriores. A competição foi dividida em quatro fases: na primeira, as 16 equipes participantes estão divididas em quatro grupos com quatro equipes; nela, as equipes enfrentaram apenas os adversários das outras chaves. Nas quartas de final, o embate foi em partida única entre os dois melhores de cada chave. Nas semifinais — também em partida única —, os confrontos foram definidos de acordo com a campanha do classificado. As finais foram disputadas em partidas de ida e volta, sagrando-se campeão o vencedor no agregado. Os dois clubes com a pior campanha da edição foram rebaixados à Série A2 de 2025.

### Equipes participantes
A competição contou com a participação das 14 equipes mais bem colocadas da edição anterior, além de contar com os promovidos da Série A2 de 2023: Ponte Preta e Novorizontino, que retornaram à primeira divisão depois de um ano ausente.
| Aumento | Equipes promovidas da Série A2 de 2023 |

| Equipe              | Cidade                | Títulos             |
| Água Santa          | Diadema               | —                   |
| Botafogo-SP         | Ribeirão Preto        | —                   |
| Corinthians         | São Paulo             | 30 (último em 2019) |
| Guarani             | Campinas              | —                   |
| Inter de Limeira    | Limeira               | 1 (1986)            |
| Ituano              | Itu                   | 2 (último em 2014)  |
| Mirassol            | Mirassol              | —                   |
| Novorizontino       | Novo Horizonte        | —                   |
| Palmeiras           | São Paulo             | 25 (último em 2023) |
| Ponte Preta         | Campinas              | —                   |
| Portuguesa          | São Paulo             | 3 (último em 1973)  |
| Red Bull Bragantino | Bragança Paulista     | 1 (1990)            |
| Santo André         | Santo André           | —                   |
| Santos              | Santos                | 22 (último em 2016) |
| São Bernardo        | São Bernardo do Campo | —                   |
| São Paulo           | São Paulo             | 22 (último em 2021) |

## Estádios
| Água Santa | Botafogo-SP | Corinthians | Guarani | Inter de Limeira | Ituano             |
| --- | --- | --- | --- | --- | ------------------ |
| Distrital do Inamar | Santa Cruz | Neo Química Arena | Brinco de Ouro | Limeirão | Novelli Júnior     |
| Capacidade: 10 000 | Capacidade: 29 292 | Capacidade: 47 605 | Capacidade: 29 130 | Capacidade: 18 000 | Capacidade: 18 560 |
| | | | | |                    |
| Mirassol | \| Água Santa São Bernardo Botafogo-SP Red Bull Bragantino Ituano Inter de Limeira Campinas Equipes de Campinas: Guarani Ponte Preta Mirassol Novorizontino Santo André Santos São Paulo Equipes de São Paulo: Corinthians Palmeiras Portuguesa São PauloLocalização das equipes participantes da Série A1 de 2023. Grupos: A / B / C / D \| | \| Água Santa São Bernardo Botafogo-SP Red Bull Bragantino Ituano Inter de Limeira Campinas Equipes de Campinas: Guarani Ponte Preta Mirassol Novorizontino Santo André Santos São Paulo Equipes de São Paulo: Corinthians Palmeiras Portuguesa São PauloLocalização das equipes participantes da Série A1 de 2023. Grupos: A / B / C / D \| | \| Água Santa São Bernardo Botafogo-SP Red Bull Bragantino Ituano Inter de Limeira Campinas Equipes de Campinas: Guarani Ponte Preta Mirassol Novorizontino Santo André Santos São Paulo Equipes de São Paulo: Corinthians Palmeiras Portuguesa São PauloLocalização das equipes participantes da Série A1 de 2023. Grupos: A / B / C / D \| | \| Água Santa São Bernardo Botafogo-SP Red Bull Bragantino Ituano Inter de Limeira Campinas Equipes de Campinas: Guarani Ponte Preta Mirassol Novorizontino Santo André Santos São Paulo Equipes de São Paulo: Corinthians Palmeiras Portuguesa São PauloLocalização das equipes participantes da Série A1 de 2023. Grupos: A / B / C / D \| | Novorizontino      |
| Maião | \| Água Santa São Bernardo Botafogo-SP Red Bull Bragantino Ituano Inter de Limeira Campinas Equipes de Campinas: Guarani Ponte Preta Mirassol Novorizontino Santo André Santos São Paulo Equipes de São Paulo: Corinthians Palmeiras Portuguesa São PauloLocalização das equipes participantes da Série A1 de 2023. Grupos: A / B / C / D \| | \| Água Santa São Bernardo Botafogo-SP Red Bull Bragantino Ituano Inter de Limeira Campinas Equipes de Campinas: Guarani Ponte Preta Mirassol Novorizontino Santo André Santos São Paulo Equipes de São Paulo: Corinthians Palmeiras Portuguesa São PauloLocalização das equipes participantes da Série A1 de 2023. Grupos: A / B / C / D \| | \| Água Santa São Bernardo Botafogo-SP Red Bull Bragantino Ituano Inter de Limeira Campinas Equipes de Campinas: Guarani Ponte Preta Mirassol Novorizontino Santo André Santos São Paulo Equipes de São Paulo: Corinthians Palmeiras Portuguesa São PauloLocalização das equipes participantes da Série A1 de 2023. Grupos: A / B / C / D \| | \| Água Santa São Bernardo Botafogo-SP Red Bull Bragantino Ituano Inter de Limeira Campinas Equipes de Campinas: Guarani Ponte Preta Mirassol Novorizontino Santo André Santos São Paulo Equipes de São Paulo: Corinthians Palmeiras Portuguesa São PauloLocalização das equipes participantes da Série A1 de 2023. Grupos: A / B / C / D \| | Jorjão             |
| Capacidade: 15 000 | \| Água Santa São Bernardo Botafogo-SP Red Bull Bragantino Ituano Inter de Limeira Campinas Equipes de Campinas: Guarani Ponte Preta Mirassol Novorizontino Santo André Santos São Paulo Equipes de São Paulo: Corinthians Palmeiras Portuguesa São PauloLocalização das equipes participantes da Série A1 de 2023. Grupos: A / B / C / D \| | \| Água Santa São Bernardo Botafogo-SP Red Bull Bragantino Ituano Inter de Limeira Campinas Equipes de Campinas: Guarani Ponte Preta Mirassol Novorizontino Santo André Santos São Paulo Equipes de São Paulo: Corinthians Palmeiras Portuguesa São PauloLocalização das equipes participantes da Série A1 de 2023. Grupos: A / B / C / D \| | \| Água Santa São Bernardo Botafogo-SP Red Bull Bragantino Ituano Inter de Limeira Campinas Equipes de Campinas: Guarani Ponte Preta Mirassol Novorizontino Santo André Santos São Paulo Equipes de São Paulo: Corinthians Palmeiras Portuguesa São PauloLocalização das equipes participantes da Série A1 de 2023. Grupos: A / B / C / D \| | \| Água Santa São Bernardo Botafogo-SP Red Bull Bragantino Ituano Inter de Limeira Campinas Equipes de Campinas: Guarani Ponte Preta Mirassol Novorizontino Santo André Santos São Paulo Equipes de São Paulo: Corinthians Palmeiras Portuguesa São PauloLocalização das equipes participantes da Série A1 de 2023. Grupos: A / B / C / D \| | Capacidade: 12 398 |
| | \| Água Santa São Bernardo Botafogo-SP Red Bull Bragantino Ituano Inter de Limeira Campinas Equipes de Campinas: Guarani Ponte Preta Mirassol Novorizontino Santo André Santos São Paulo Equipes de São Paulo: Corinthians Palmeiras Portuguesa São PauloLocalização das equipes participantes da Série A1 de 2023. Grupos: A / B / C / D \| | \| Água Santa São Bernardo Botafogo-SP Red Bull Bragantino Ituano Inter de Limeira Campinas Equipes de Campinas: Guarani Ponte Preta Mirassol Novorizontino Santo André Santos São Paulo Equipes de São Paulo: Corinthians Palmeiras Portuguesa São PauloLocalização das equipes participantes da Série A1 de 2023. Grupos: A / B / C / D \| | \| Água Santa São Bernardo Botafogo-SP Red Bull Bragantino Ituano Inter de Limeira Campinas Equipes de Campinas: Guarani Ponte Preta Mirassol Novorizontino Santo André Santos São Paulo Equipes de São Paulo: Corinthians Palmeiras Portuguesa São PauloLocalização das equipes participantes da Série A1 de 2023. Grupos: A / B / C / D \| | \| Água Santa São Bernardo Botafogo-SP Red Bull Bragantino Ituano Inter de Limeira Campinas Equipes de Campinas: Guarani Ponte Preta Mirassol Novorizontino Santo André Santos São Paulo Equipes de São Paulo: Corinthians Palmeiras Portuguesa São PauloLocalização das equipes participantes da Série A1 de 2023. Grupos: A / B / C / D \| |                    |
| Ponte Preta | \| Água Santa São Bernardo Botafogo-SP Red Bull Bragantino Ituano Inter de Limeira Campinas Equipes de Campinas: Guarani Ponte Preta Mirassol Novorizontino Santo André Santos São Paulo Equipes de São Paulo: Corinthians Palmeiras Portuguesa São PauloLocalização das equipes participantes da Série A1 de 2023. Grupos: A / B / C / D \| | \| Água Santa São Bernardo Botafogo-SP Red Bull Bragantino Ituano Inter de Limeira Campinas Equipes de Campinas: Guarani Ponte Preta Mirassol Novorizontino Santo André Santos São Paulo Equipes de São Paulo: Corinthians Palmeiras Portuguesa São PauloLocalização das equipes participantes da Série A1 de 2023. Grupos: A / B / C / D \| | \| Água Santa São Bernardo Botafogo-SP Red Bull Bragantino Ituano Inter de Limeira Campinas Equipes de Campinas: Guarani Ponte Preta Mirassol Novorizontino Santo André Santos São Paulo Equipes de São Paulo: Corinthians Palmeiras Portuguesa São PauloLocalização das equipes participantes da Série A1 de 2023. Grupos: A / B / C / D \| | \| Água Santa São Bernardo Botafogo-SP Red Bull Bragantino Ituano Inter de Limeira Campinas Equipes de Campinas: Guarani Ponte Preta Mirassol Novorizontino Santo André Santos São Paulo Equipes de São Paulo: Corinthians Palmeiras Portuguesa São PauloLocalização das equipes participantes da Série A1 de 2023. Grupos: A / B / C / D \| | Palmeiras          |
| Moisés Lucarelli | \| Água Santa São Bernardo Botafogo-SP Red Bull Bragantino Ituano Inter de Limeira Campinas Equipes de Campinas: Guarani Ponte Preta Mirassol Novorizontino Santo André Santos São Paulo Equipes de São Paulo: Corinthians Palmeiras Portuguesa São PauloLocalização das equipes participantes da Série A1 de 2023. Grupos: A / B / C / D \| | \| Água Santa São Bernardo Botafogo-SP Red Bull Bragantino Ituano Inter de Limeira Campinas Equipes de Campinas: Guarani Ponte Preta Mirassol Novorizontino Santo André Santos São Paulo Equipes de São Paulo: Corinthians Palmeiras Portuguesa São PauloLocalização das equipes participantes da Série A1 de 2023. Grupos: A / B / C / D \| | \| Água Santa São Bernardo Botafogo-SP Red Bull Bragantino Ituano Inter de Limeira Campinas Equipes de Campinas: Guarani Ponte Preta Mirassol Novorizontino Santo André Santos São Paulo Equipes de São Paulo: Corinthians Palmeiras Portuguesa São PauloLocalização das equipes participantes da Série A1 de 2023. Grupos: A / B / C / D \| | \| Água Santa São Bernardo Botafogo-SP Red Bull Bragantino Ituano Inter de Limeira Campinas Equipes de Campinas: Guarani Ponte Preta Mirassol Novorizontino Santo André Santos São Paulo Equipes de São Paulo: Corinthians Palmeiras Portuguesa São PauloLocalização das equipes participantes da Série A1 de 2023. Grupos: A / B / C / D \| | Allianz Parque     |
| Capacidade: 19 728 | \| Água Santa São Bernardo Botafogo-SP Red Bull Bragantino Ituano Inter de Limeira Campinas Equipes de Campinas: Guarani Ponte Preta Mirassol Novorizontino Santo André Santos São Paulo Equipes de São Paulo: Corinthians Palmeiras Portuguesa São PauloLocalização das equipes participantes da Série A1 de 2023. Grupos: A / B / C / D \| | \| Água Santa São Bernardo Botafogo-SP Red Bull Bragantino Ituano Inter de Limeira Campinas Equipes de Campinas: Guarani Ponte Preta Mirassol Novorizontino Santo André Santos São Paulo Equipes de São Paulo: Corinthians Palmeiras Portuguesa São PauloLocalização das equipes participantes da Série A1 de 2023. Grupos: A / B / C / D \| | \| Água Santa São Bernardo Botafogo-SP Red Bull Bragantino Ituano Inter de Limeira Campinas Equipes de Campinas: Guarani Ponte Preta Mirassol Novorizontino Santo André Santos São Paulo Equipes de São Paulo: Corinthians Palmeiras Portuguesa São PauloLocalização das equipes participantes da Série A1 de 2023. Grupos: A / B / C / D \| | \| Água Santa São Bernardo Botafogo-SP Red Bull Bragantino Ituano Inter de Limeira Campinas Equipes de Campinas: Guarani Ponte Preta Mirassol Novorizontino Santo André Santos São Paulo Equipes de São Paulo: Corinthians Palmeiras Portuguesa São PauloLocalização das equipes participantes da Série A1 de 2023. Grupos: A / B / C / D \| | Capacidade: 43 713 |
| | \| Água Santa São Bernardo Botafogo-SP Red Bull Bragantino Ituano Inter de Limeira Campinas Equipes de Campinas: Guarani Ponte Preta Mirassol Novorizontino Santo André Santos São Paulo Equipes de São Paulo: Corinthians Palmeiras Portuguesa São PauloLocalização das equipes participantes da Série A1 de 2023. Grupos: A / B / C / D \| | \| Água Santa São Bernardo Botafogo-SP Red Bull Bragantino Ituano Inter de Limeira Campinas Equipes de Campinas: Guarani Ponte Preta Mirassol Novorizontino Santo André Santos São Paulo Equipes de São Paulo: Corinthians Palmeiras Portuguesa São PauloLocalização das equipes participantes da Série A1 de 2023. Grupos: A / B / C / D \| | \| Água Santa São Bernardo Botafogo-SP Red Bull Bragantino Ituano Inter de Limeira Campinas Equipes de Campinas: Guarani Ponte Preta Mirassol Novorizontino Santo André Santos São Paulo Equipes de São Paulo: Corinthians Palmeiras Portuguesa São PauloLocalização das equipes participantes da Série A1 de 2023. Grupos: A / B / C / D \| | \| Água Santa São Bernardo Botafogo-SP Red Bull Bragantino Ituano Inter de Limeira Campinas Equipes de Campinas: Guarani Ponte Preta Mirassol Novorizontino Santo André Santos São Paulo Equipes de São Paulo: Corinthians Palmeiras Portuguesa São PauloLocalização das equipes participantes da Série A1 de 2023. Grupos: A / B / C / D \| |                    |
| Portuguesa | Red Bull Bragantino | Santo André | Santos | São Bernardo | São Paulo          |
| Estádio do Canindé | Nabi Abi Chedid | Bruno José Daniel | Vila Belmiro | Primeiro de Maio | MorumBIS           |
| Capacidade: 21 004 | Capacidade: 17 128 | Capacidade: 8 000 | Capacidade: 16 795 | Capacidade: 15 759 | Capacidade: 72 039 |
| | | | | |                    |
| Água Santa São Bernardo Botafogo-SP Red Bull Bragantino Ituano Inter de Limeira Campinas Equipes de Campinas: Guarani Ponte Preta Mirassol Novorizontino Santo André Santos São Paulo Equipes de São Paulo: Corinthians Palmeiras Portuguesa São PauloLocalização das equipes participantes da Série A1 de 2023. Grupos: A / B / C / D | | | | |                    |

## Primeira fase

### Potes do sorteio
| Potes                                          | Potes                                                      | Potes                                            | Potes                                                         |
| Pote 1                                         | Pote 2                                                     | Pote 3                                           | Pote 4                                                        |
| ---------------------------------------------- | ---------------------------------------------------------- | ------------------------------------------------ | ------------------------------------------------------------- |
| - Corinthians - Palmeiras - Santos - São Paulo | - Água Santa - Ituano - Red Bull Bragantino - São Bernardo | - Botafogo-SP - Guarani - Mirassol - Santo André | - Inter de Limeira - Ponte Preta - Portuguesa - Novorizontino |

As 16 equipes foram divididas em quatro potes com quatro equipes em cada, no qual Palmeiras, São Paulo, Corinthians e Santos foram os cabeças de chaves. O sorteio da primeira fase foi realizado em 16 de novembro de 2023, às 20 horas, no Auditório do Ibirapuera.

### Grupo A
| Pos | Equipe      | Pts | J  | V | E | D | GP | GC | SG  | Classificado |
| --- | ----------- | --- | -- | - | - | - | -- | -- | --- | ------------ |
| 1   | Santos      | 25  | 12 | 8 | 1 | 3 | 18 | 11 | +7  | Próxima fase |
| 2   | Portuguesa  | 10  | 12 | 3 | 1 | 8 | 8  | 17 | −9  | Próxima fase |
| 3   | Santo André | 8   | 12 | 1 | 5 | 6 | 8  | 17 | −9  |              |
| 4   | Ituano      | 6   | 12 | 1 | 3 | 8 | 5  | 18 | −13 |              |

### Grupo B
| Pos | Equipe      | Pts | J  | V | E | D | GP | GC | SG  | Classificado |
| --- | ----------- | --- | -- | - | - | - | -- | -- | --- | ------------ |
| 1   | Palmeiras   | 28  | 12 | 8 | 4 | 0 | 20 | 9  | +11 | Próxima fase |
| 2   | Ponte Preta | 17  | 12 | 4 | 5 | 3 | 15 | 11 | +4  | Próxima fase |
| 3   | Água Santa  | 15  | 12 | 4 | 3 | 5 | 8  | 11 | −3  |              |
| 4   | Guarani     | 10  | 12 | 2 | 4 | 6 | 10 | 14 | −4  |              |

### Grupo C
| Pos | Equipe              | Pts | J  | V | E | D | GP | GC | SG | Classificado |
| --- | ------------------- | --- | -- | - | - | - | -- | -- | -- | ------------ |
| 1   | Red Bull Bragantino | 21  | 12 | 6 | 3 | 3 | 13 | 9  | +4 | Próxima fase |
| 2   | Inter de Limeira    | 17  | 12 | 5 | 2 | 5 | 17 | 15 | +2 | Próxima fase |
| 3   | Corinthians         | 14  | 12 | 4 | 2 | 6 | 14 | 14 | 0  |              |
| 4   | Mirassol            | 14  | 12 | 3 | 5 | 4 | 17 | 17 | 0  |              |

### Grupo D
| Pos | Equipe        | Pts | J  | V | E | D | GP | GC | SG | Classificado |
| --- | ------------- | --- | -- | - | - | - | -- | -- | -- | ------------ |
| 1   | São Paulo     | 22  | 12 | 6 | 4 | 2 | 20 | 12 | +8 | Próxima fase |
| 2   | Novorizontino | 22  | 12 | 6 | 4 | 2 | 16 | 10 | +6 | Próxima fase |
| 3   | São Bernardo  | 21  | 12 | 6 | 3 | 3 | 14 | 9  | +5 |              |
| 4   | Botafogo-SP   | 12  | 12 | 3 | 3 | 6 | 8  | 16 | −8 |              |

### Confrontos
| Mandante \ Visitante | AGS | BOT | COR | GUA | ITL | ITU | MIR | NOV | PAL | PON | POR | RBB | SAD | SAN | SBE | SPA |
| -------------------- | --- | --- | --- | --- | --- | --- | --- | --- | --- | --- | --- | --- | --- | --- | --- | --- |
| Água Santa           | —   | 0–1 | 0–0 |     | 2–1 | 2–0 | 2–1 |     |     |     |     |     |     | 0–1 |     |     |
| Botafogo-SP          |     | —   | 1–4 | 1–1 |     |     |     |     |     | 0–3 | 2–1 |     | 1–0 | 0–1 |     |     |
| Corinthians          |     |     | —   | 1–0 |     |     |     | 1–3 |     | 0–1 | 2–0 |     | 3–2 |     |     | 1–2 |
| Guarani              |     |     |     | —   | 0–1 |     | 2–3 |     |     |     |     | 1–0 | 2–2 |     | 0–0 | 1–1 |
| Inter de Limeira     |     | 2–0 |     |     | —   | 2–0 |     | 3–1 |     |     | 2–3 |     |     |     | 2–0 | 0–3 |
| Ituano               |     | 0–0 | 1–0 | 0–3 |     | —   | 1–1 |     |     |     |     | 0–1 |     |     |     | 2–3 |
| Mirassol             |     | 2–1 |     |     |     |     | —   | 1–1 |     |     |     |     | 4–0 | 2–2 | 0–2 | 1–1 |
| Novorizontino        | 1–0 |     |     | 2–0 |     | 2–0 |     | —   | 1–1 |     | 2–0 | 0–2 |     |     |     |     |
| Palmeiras            |     | 1–0 | 2–2 |     | 3–2 | 2–0 | 3–1 |     | —   |     |     |     |     | 2–1 |     |     |
| Ponte Preta          |     |     |     |     | 0–0 | 1–1 | 1–1 | 1–1 |     | —   |     |     |     |     | 3–3 | 2–0 |
| Portuguesa           | 1–1 |     |     | 1–0 |     |     | 1–0 |     | 0–2 | 0–2 | —   | 1–2 |     |     |     |     |
| Red Bull Bragantino  | 0–1 | 1–1 |     |     |     |     |     |     | 0–1 | 1–0 |     | —   |     | 1–0 | 1–1 |     |
| Santo André          | 0–0 |     |     |     | 0–0 |     |     | 0–0 | 1–1 | 1–0 |     | 1–2 | —   |     |     |     |
| Santos               |     |     | 1–0 | 2–0 | 3–2 |     |     | 1–2 |     | 3–1 |     |     |     | —   | 2–1 |     |
| São Bernardo         | 2–0 |     | 1–0 |     |     | 2–0 |     |     | 0–1 |     | 1–0 |     | 1–0 |     | —   |     |
| São Paulo            | 3–0 |     |     |     |     |     |     |     | 1–1 |     | 1–0 | 2–2 | 3–1 | 0–1 |     | —   |

## Fase final

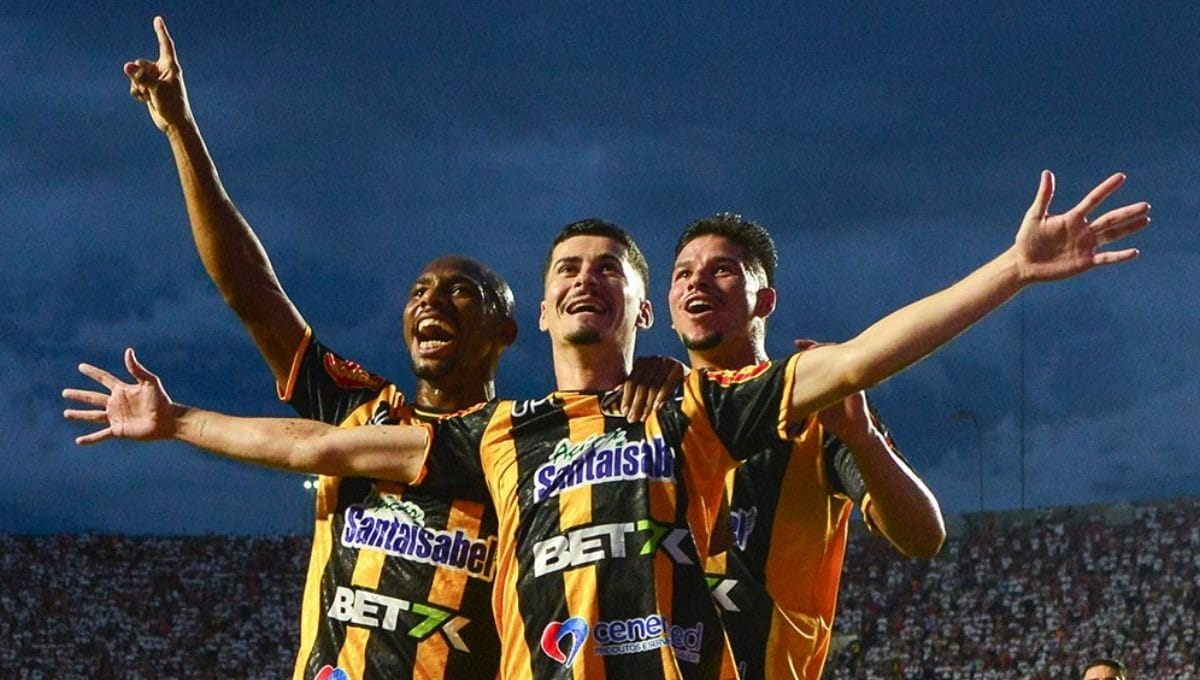
Jogadores do Novorizontino comemoram gol durante partida contra o São Paulo, pelas Quartas de Final

Em itálico, as equipes que possuem o mando de campo no confronto (ou primeiro jogo); em negrito as equipes classificadas.
|  | Quartas de final | Quartas de final    | Quartas de final    |        |                     | Semifinais | Semifinais | Semifinais |  |  | Final | Final     | Final | Final | Final |
|  |                  |                     |                     |        |                     |            |            |            |  |  |       |           |       |       |       |
|  | 1B               | Palmeiras           | 5                   |        |                     |            |            |            |  |  |       |           |       |       |       |
|  | 2B               | Ponte Preta         | 1                   |        |                     |            |            |            |  |  |       |           |       |       |       |
|  | 2B               | Ponte Preta         | 1                   |        | 1                   | Palmeiras  | 1          |            |  |  |       |           |       |       |       |
|  |                  |                     |                     |        | 1                   | Palmeiras  | 1          |            |  |  |       |           |       |       |       |
|  |                  | 4                   | Novorizontino       | 0      |                     |            |            |            |  |  |       |           |       |       |       |
|  | 1D               | 4                   | Novorizontino       | 0      | São Paulo           | 1 (4)      |            |            |  |  |       |           |       |       |       |
|  | 1D               |                     |                     |        | São Paulo           | 1 (4)      |            |            |  |  |       |           |       |       |       |
|  | 2D               | Novorizontino (pen) | 1 (5)               |        |                     |            |            |            |  |  |       |           |       |       |       |
|  |                  |                     |                     |        |                     |            |            |            |  |  | 1     | Palmeiras | 0     | 2     |       |
|  |                  |                     | 2                   | Santos | 1                   | 0          |            |            |  |  |       |           |       |       |       |
|  | 1A               | Santos (pen)        | 0 (4)               |        |                     |            |            |            |  |  |       |           |       |       |       |
|  | 2A               | Portuguesa          | 0 (2)               |        |                     |            |            |            |  |  |       |           |       |       |       |
|  | 2A               | Portuguesa          | 0 (2)               |        | 2                   | Santos     | 3          |            |  |  |       |           |       |       |       |
|  |                  |                     |                     |        | 2                   | Santos     | 3          |            |  |  |       |           |       |       |       |
|  |                  | 3                   | Red Bull Bragantino | 1      |                     |            |            |            |  |  |       |           |       |       |       |
|  | 1C               | 3                   | Red Bull Bragantino | 1      | Red Bull Bragantino | 3          |            |            |  |  |       |           |       |       |       |
|  | 1C               |                     |                     |        | Red Bull Bragantino | 3          |            |            |  |  |       |           |       |       |       |
|  | 2C               | Inter de Limeira    | 0                   |        |                     |            |            |            |  |  |       |           |       |       |       |

### Finais

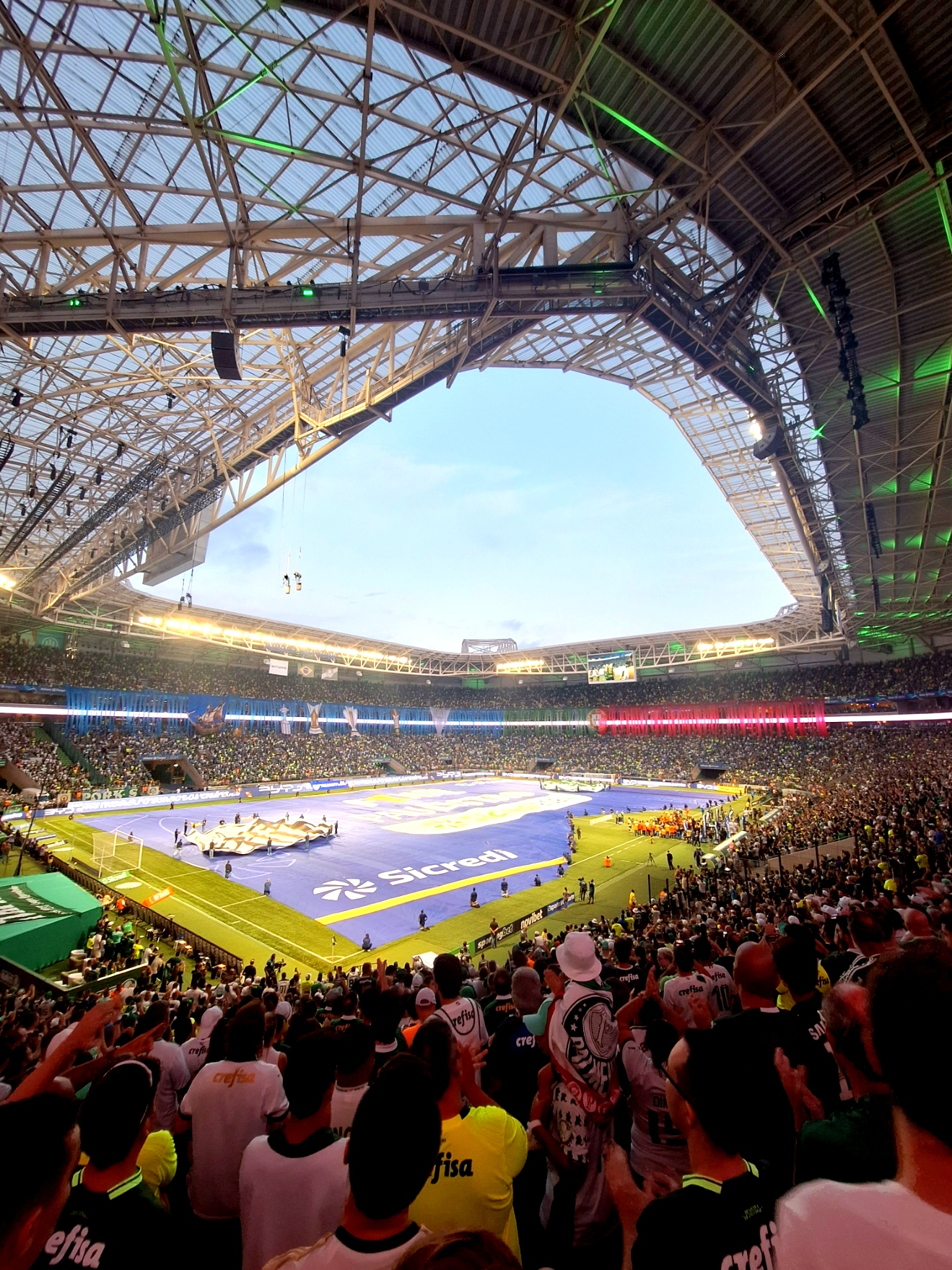
Festa de encerramento da final do Campeonato Paulista de 2024 no Allianz Parque

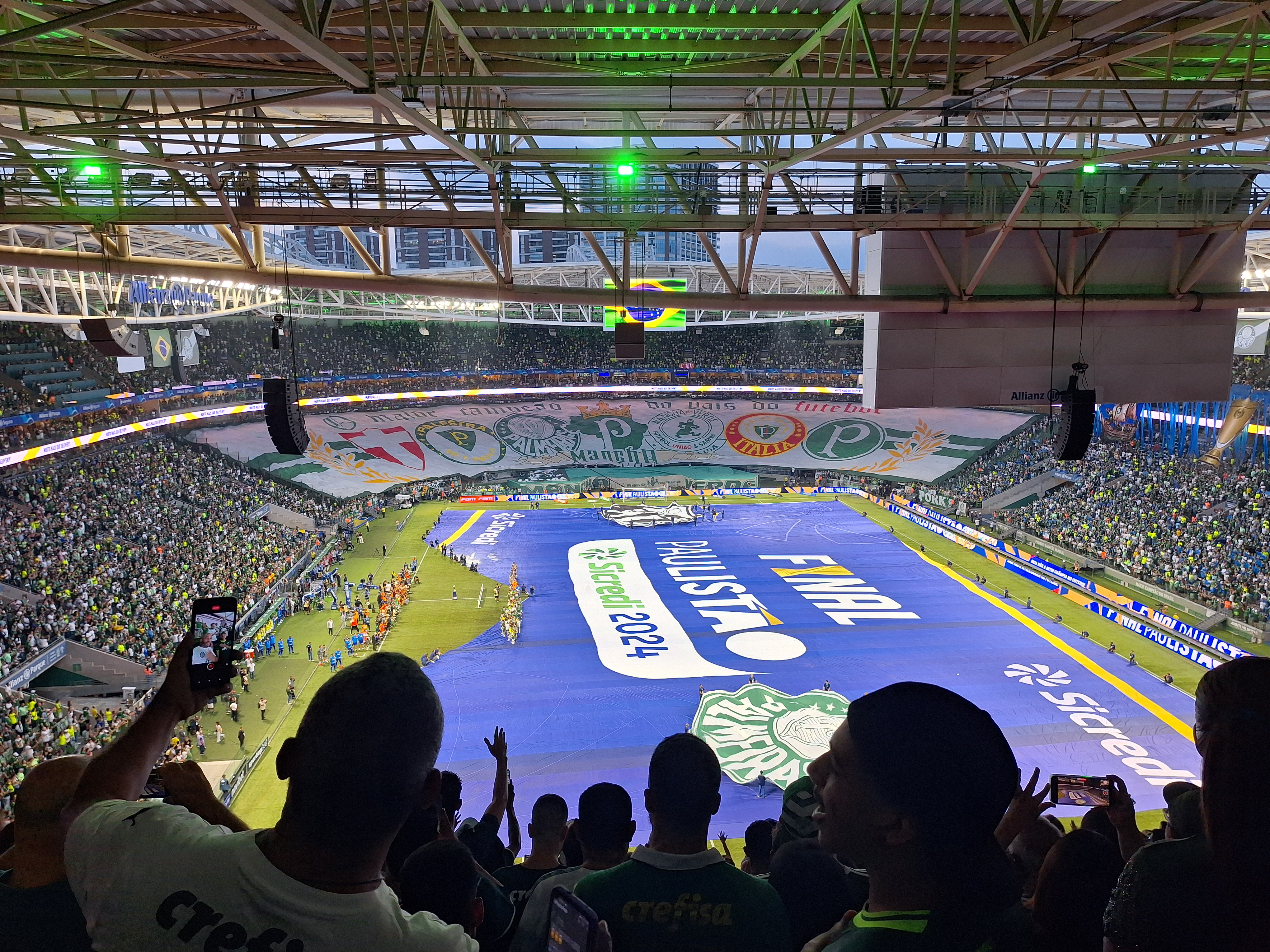
Cerimônia da grande final entre Palmeiras e Santos do Campeonato Paulista de 2024 no Allianz Parque

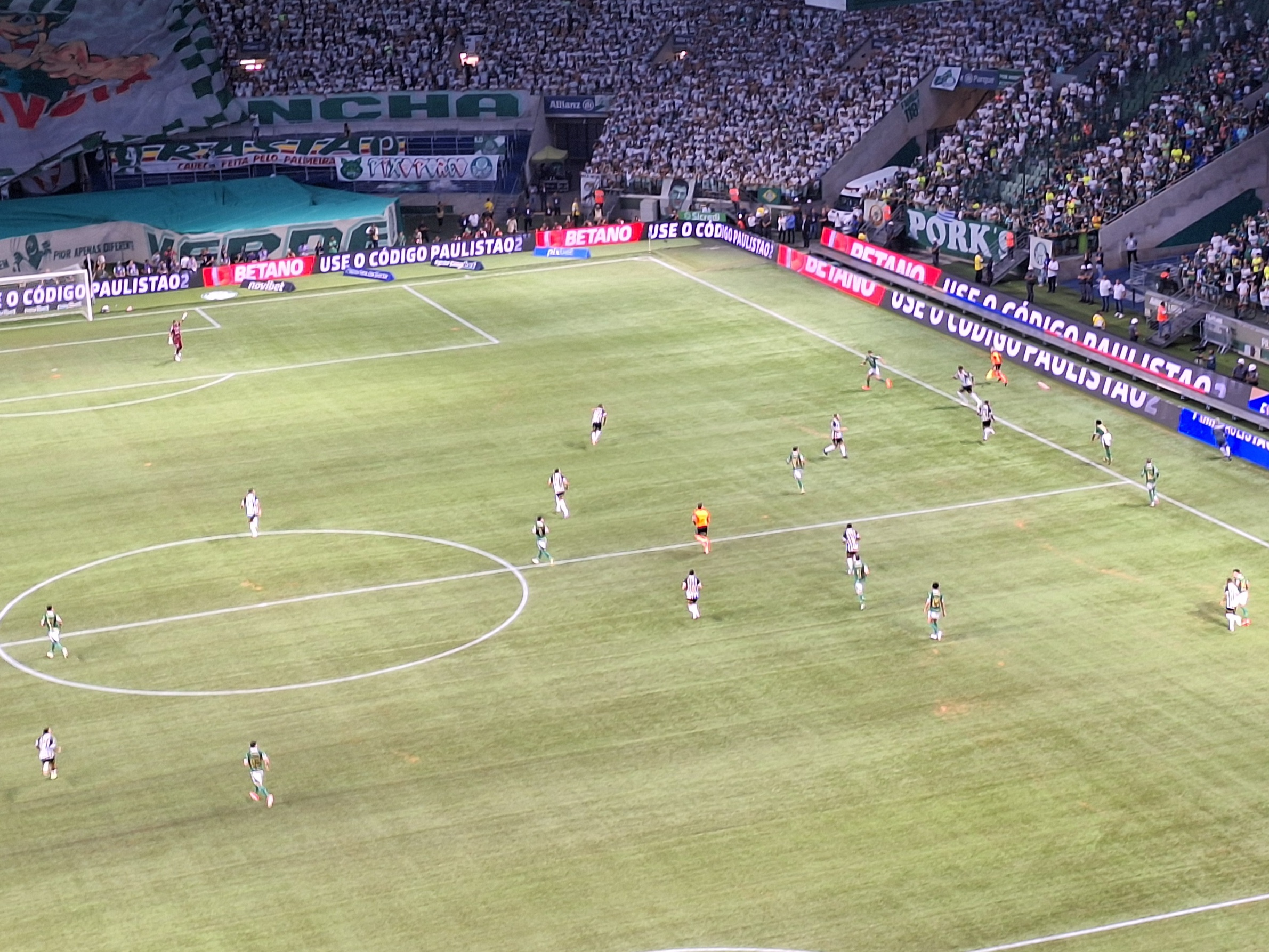
Palmeiras e Santos se enfrentam pela final do Campeonato Paulista de 2024

Durante a maior parte do Campeonato Paulista de 2024, Palmeiras e Santos se alternaram na liderança geral de pontos, com o alviverde chegando à fase eliminatória na primeira colocação geral.
Como as equipes se mantiveram na disputa, eliminando os adversários nas fases de Quartas de final e Semifinal, chegaram mais uma vez às finais do campeonato, com o Palmeiras com a vantagem, pela melhor campanha, de fazer o jogo de volta no seu estádio.
O primeiro jogo foi realizado no dia 31 de março na Vila Belmiro, com o Santos vencendo por 1 a 0 com gol de Rómulo Otero dando vantagem a equipe alvinegra.
No dia 7 de abril, no Allianz Parque, houve o segundo jogo decisivo, no qual o Palmeiras, com partida elogiada do atacante Endrick e com gols de Raphael Veiga, de pênalti, e Aníbal Moreno, venceu por 2 a 0. Com o resultado, o alviverde reverteu a vantagem do Santos e ficou com o título estadual, o primeiro tricampeonato pela competição desde o conquistado em 1934.
Ida
| 31 de março | Santos           | 1−0 | Palmeiras | Vila Belmiro, Santos                                                      |
| 18:00       | Rómulo Otero 48' |     |           | Público: 15 946 Renda: R$ 1.075.330,00 Árbitro: Flávio Rodrigues de Souza |

Volta
| 7 de abril | Palmeiras                                 | 2−0 | Santos | Allianz Parque, São Paulo                                     |
| 18:00      | Raphael Veiga 33' (pen) Aníbal Moreno 67' |     |        | Público: 41 446 Renda: R$ 5.244.701,37 Árbitro: Raphael Claus |

## Estatísticas
Atualizado em 31 de março de 2024
| Gols | Jogador           | Equipe              |
| ---- | ----------------- | ------------------- |
| 10   | Flaco López       | Palmeiras           |
| 7    | Dellatorre        | Mirassol            |
| 7    | Raphael Veiga     | Palmeiras           |
| 6    | Eduardo Sasha     | Red Bull Bragantino |
| 5    | Yuri Alberto      | Corinthians         |
| 4    | Jeferson Jeh      | Ponte Preta         |
| 4    | Quirino           | Inter de Limeira    |
| 3    | Alex Sandro       | Botafogo-SP         |
| 3    | Ángel Romero      | Corinthians         |
| 3    | Ferreira          | São Paulo           |
| 3    | Giuliano          | Santos              |
| 3    | Gustavo Bochecha  | Inter de Limeira    |
| 3    | Iago Dias         | Ponte Preta         |
| 3    | Jenison           | Novorizontino       |
| 3    | Jonathan Calleri  | São Paulo           |
| 3    | Julio Furch       | Santos              |
| 3    | Lucas Evangelista | Red Bull Bragantino |
| 3    | Juninho           | Inter de Limeira    |
| 3    | Lohan             | Santo André         |
| 3    | Luciano           | São Paulo           |
| 3    | Matheus Régis     | São Bernardo        |
| 3    | Rômulo            | Novorizontino       |
| 3    | Rómulo Otero      | Santos              |
| 3    | Rony              | Palmeiras           |
| 3    | Silvinho          | São Bernardo        |
| 3    | Thiago Borbas     | Red Bull Bragantino |
| 3    | Zé Carlos         | Ituano              |

| Total | Jogador         | Equipe              |
| ----- | --------------- | ------------------- |
| 6     | Helinho         | Red Bull Bragantino |
| 5     | Marcos Rocha    | Palmeiras           |
| 4     | Lucas Moura     | São Paulo           |
| 3     | Danielzinho     | Mirassol            |
| 3     | Élvis           | Ponte Preta         |
| 3     | Éverton Brito   | Inter de Limeira    |
| 3     | Fagner          | Corinthians         |
| 3     | Mayke           | Palmeiras           |
| 3     | Pedrinho        | Santos              |
| 3     | Rómulo Otero    | Santos              |
| 3     | Vitor Ricardo   | São Bernardo        |
| 3     | Wellington Rato | São Paulo           |
| 3     | Willean Lepo    | Novorizontino       |

### Hat-trick
| Jogador     | Clube         | Adversário  | Rod     | Ref    |
| ----------- | ------------- | ----------- | ------- | ------ |
| Jenison     | Novorizontino | Corinthians | 5ª      | [ 17 ] |
| Flaco López | Palmeiras     | Ponte Preta | Quartas | [ 18 ] |

## Classificação geral
| Pos | Equipe              | Pts | J  | V  | E | D | GP | GC | SG  | Classificação ou descenso          |
| --- | ------------------- | --- | -- | -- | - | - | -- | -- | --- | ---------------------------------- |
| 1   | Palmeiras           | 37  | 16 | 11 | 4 | 1 | 28 | 11 | +17 | Campeão                            |
| 2   | Santos              | 32  | 16 | 10 | 2 | 4 | 22 | 13 | +9  | Vice-campeão                       |
| 3   | Red Bull Bragantino | 24  | 14 | 7  | 3 | 4 | 17 | 12 | +5  | Eliminados na Semifinal            |
| 4   | Novorizontino       | 23  | 14 | 6  | 5 | 3 | 17 | 12 | +5  | Eliminados na Semifinal            |
| 5   | São Paulo           | 23  | 13 | 6  | 5 | 2 | 21 | 13 | +8  | Eliminados nas Quartas de final    |
| 6   | Inter de Limeira    | 17  | 13 | 5  | 2 | 6 | 17 | 18 | −1  | Eliminados nas Quartas de final    |
| 7   | Ponte Preta         | 17  | 13 | 4  | 5 | 4 | 16 | 16 | 0   | Eliminados nas Quartas de final    |
| 8   | Portuguesa          | 11  | 13 | 3  | 2 | 8 | 8  | 17 | −9  | Eliminados nas Quartas de final    |
| 9   | São Bernardo        | 21  | 12 | 6  | 3 | 3 | 14 | 9  | +5  |                                    |
| 10  | Água Santa          | 15  | 12 | 4  | 3 | 5 | 8  | 11 | −3  |                                    |
| 11  | Corinthians         | 14  | 12 | 4  | 2 | 6 | 14 | 14 | 0   |                                    |
| 12  | Mirassol            | 14  | 12 | 3  | 5 | 4 | 17 | 17 | 0   |                                    |
| 13  | Botafogo-SP         | 12  | 12 | 3  | 3 | 6 | 8  | 16 | −8  |                                    |
| 14  | Guarani             | 10  | 12 | 2  | 4 | 6 | 10 | 14 | −4  |                                    |
| 15  | Santo André         | 8   | 12 | 1  | 5 | 6 | 8  | 17 | −9  | Rebaixados para a Série A2 de 2025 |
| 16  | Ituano              | 6   | 12 | 1  | 3 | 8 | 5  | 19 | −14 | Rebaixados para a Série A2 de 2025 |

## Público
Maiores Públicos Pagantes
Estes são os dez maiores públicos pagantes do campeonato, sem considerar as partidas com portões fechados: 
| N.º | Público | Mandante    | Placar | Visitante           | Estádio           | Data            | Rodada    | Ref.   |
| --- | ------- | ----------- | ------ | ------------------- | ----------------- | --------------- | --------- | ------ |
| 1   | 55 197  | São Paulo   | 1–1    | Novorizontino       | MorumBIS          | 17 de março     | Quartas   | [ 19 ] |
| 2   | 55 030  | São Paulo   | 1–1    | Palmeiras           | MorumBIS          | 3 de março      | 11ª       | [ 20 ] |
| 3   | 50 132  | Santos      | 2–1    | São Bernardo        | MorumBIS          | 25 de fevereiro | 10ª       | [ 21 ] |
| 4   | 45 840  | São Paulo   | 1–0    | Portuguesa          | MorumBIS          | 27 de janeiro   | 3ª        | [ 22 ] |
| 5   | 45 722  | São Paulo   | 0–1    | Santos              | MorumBIS          | 14 de fevereiro | 8ª        | [ 23 ] |
| 6   | 45 270  | São Paulo   | 3–1    | Santo André         | MorumBIS          | 20 de janeiro   | 1ª        | [ 24 ] |
| 7   | 44 804  | Santos      | 3–1    | Red Bull Bragantino | Neo Química Arena | 27 de março     | Semifinal | [ 25 ] |
| 8   | 44 756  | São Paulo   | 2–2    | Red Bull Bragantino | MorumBIS          | 17 de fevereiro | 9ª        | [ 26 ] |
| 9   | 43 379  | Corinthians | 3–2    | Santo André         | Neo Química Arena | 2 de março      | 11ª       | [ 27 ] |
| 10  | 43 080  | Corinthians | 1–2    | São Paulo           | Neo Química Arena | 30 de janeiro   | 4ª        | [ 28 ] |

Menores Públicos Pagantes
Estes são os dez menores públicos pagantes do campeonato, sem considerar as partidas com portões fechados:  
| N.º | Público | Mandante     | Placar | Visitante        | Estádio        | Data            | Rodada | Ref.   |
| --- | ------- | ------------ | ------ | ---------------- | -------------- | --------------- | ------ | ------ |
| 1   | 678     | São Bernardo | 2–0    | Ituano           | Primeirão      | 21 de janeiro   | 1ª     | [ 29 ] |
| 2   | 693     | Água Santa   | 2–1    | Inter de Limeira | Brinco de Ouro | 18 de fevereiro | 9ª     | [ 30 ] |
| 3   | 911     | Santo André  | 0–0    | Inter de Limeira | Brunão         | 24 de fevereiro | 10ª    | [ 31 ] |
| 4   | 973     | São Bernardo | 1–0    | Portuguesa       | Primeirão      | 7 de fevereiro  | 6ª     | [ 32 ] |
| 5   | 983     | Santo André  | 0–0    | Novorizontino    | Brunão         | 25 de janeiro   | 2ª     | [ 33 ] |
| 6   | 1 049   | Santo André  | 0–0    | Água Santa       | Brunão         | 28 de janeiro   | 3ª     | [ 34 ] |
| 7   | 1 057   | São Bernardo | 1–0    | Santo André      | Primeirão      | 19 de fevereiro | 9ª     | [ 35 ] |
| 8   | 1 106   | Mirassol     | 0–2    | São Bernardo     | Campos Maia    | 10 de março     | 12ª    | [ 36 ] |
| 9   | 1 144   | Ituano       | 0–0    | Botafogo-SP      | Novelli Júnior | 4 de fevereiro  | 5ª     | [ 37 ] |
| 10  | 1 197   | Ituano       | 1–1    | Mirassol         | Novelli Júnior | 14 de fevereiro | 8ª     | [ 38 ] |

Médias de público
Estas são as médias de público dos clubes no campeonato. Considera-se apenas os jogos da equipe como mandante e o público pagante:
| Pos.  | Time             | Média  | Total     | Mandos | Maior  | Menor  |
| ----- | ---------------- | ------ | --------- | ------ | ------ | ------ |
| 1     | São Paulo        | 46 896 | 328 271   | 7      | 55 197 | 36 456 |
| 2     | Corinthians      | 41 489 | 248 933   | 6      | 43 379 | 39 407 |
| 3     | Palmeiras        | 25 502 | 229 518   | 9      | 41 446 | 8 879  |
| 4     | Santos           | 20 316 | 182 840   | 9      | 50 132 | 10 733 |
| 5     | Botafogo-SP      | 7 245  | 43 467    | 6      | 15 086 | 3 396  |
| 6     | Inter de Limeira | 6 689  | 40 135    | 6      | 30 592 | 1 509  |
| 7     | Ponte Preta      | 5 409  | 32 455    | 6      | 10 286 | 3 334  |
| 8     | Mirassol         | 5 209  | 31 256    | 6      | 11 612 | 2 206  |
| 9     | Ituano           | 5 192  | 31 155    | 6      | 14 688 | 1 144  |
| 10    | Guarani          | 5 060  | 30 357    | 6      | 8 008  | 2 786  |
| 11    | Bragantino       | 4 551  | 31 859    | 7      | 6 962  | 3 044  |
| 12    | Portuguesa       | 3 969  | 23 816    | 6      | 11 662 | 1 277  |
| 13    | Água Santa       | 3 420  | 20 518    | 6      | 7 264  | 693    |
| 14    | Novorizontino    | 2 908  | 17 448    | 6      | 9 355  | 1 448  |
| 15    | São Bernardo     | 2 822  | 16 934    | 6      | 6 783  | 678    |
| 16    | Santo André      | 2 679  | 16 075    | 6      | 10 213 | 911    |
| Total | Total            | 12 741 | 1 325 037 | 104    | 55 197 | 678    |

## Técnicos
| Equipe           | Técnico                                                             | Ref. |
| ---------------- | ------------------------------------------------------------------- | ---- |
| Água Santa       | Bruno Pivetti (1ª–)                                                 |      |
| Bragantino       | Pedro Caixinha (1ª–)                                                |      |
| Botafogo-SP      | Paulo Gomes (1ª–)                                                   |      |
| Corinthians      | Mano Menezes (1ª–5ª) Thiago Kosloski (6ª) António Oliveira (7ª–)    |      |
| Guarani          | Umberto Louzer (1ª–6ª) Rodrigo Leitão (7ª) Claudinei Oliveira (8ª–) |      |
| Inter de Limeira | Júnior Rocha (1ª–)                                                  |      |
| Ituano           | Marcio Freitas (1ª–9ª) Douglas Leite (10ª) Alberto Valentim (11ª–)  |      |
| Mirassol         | Mozart Santos (1ª–)                                                 |      |
| Novorizontino    | Eduardo Baptista (1ª–)                                              |      |
| Palmeiras        | Abel Ferreira (1ª–)                                                 |      |
| Ponte Preta      | João Brigatti (1ª–)                                                 |      |
| Portuguesa       | Dado Cavalcanti (1ª–4ª, 6ª) Pintado (5ª, 7ª–)                       |      |
| Santos           | Fábio Carille (1ª–)                                                 |      |
| Santo André      | Fernando Marchiori (1ª–5ª) Márcio Fernandes (6ª–)                   |      |
| São Bernardo     | Márcio Zanardi (1ª–)                                                |      |
| São Paulo        | Thiago Carpini (1ª–)                                                |      |

## Premiação
| Campeonato Paulista de 2024         |
| ----------------------------------- |
| Palmeiras Tricampeão (26°.º título) |